# Guillaume Faipoult

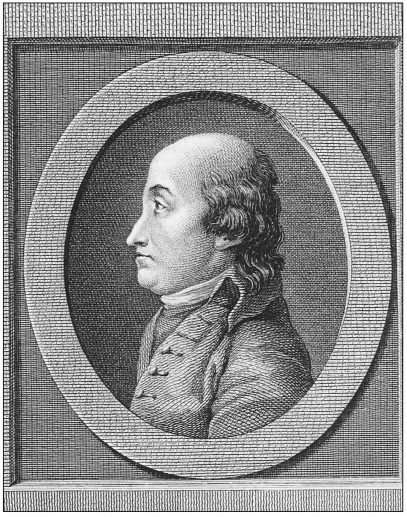
Guillaume Faipoult

Guillaume-Charles Faipoult, (Parijs, 4 december 1752 - Augy, 12 oktober 1817) was een Frans politicus en prefect van het Scheldedepartement.

## Levensloop
Faipoult stamde uit een familie van kleine adel in de Champagnestreek. Hij werd voorbestemd voor een militaire loopbaan en studeerde in Mézières.
Hij werd luitenant, gekazerneerd in Cherbourg, weldra bevorderd tot kapitein. In 1780 vroeg hij te kunnen ingeschakeld te worden in het expeditiekorps dat deelnam aan de oorlog in Noord-Amerika en toen hij dat niet bekwam, nam hij verbitterd ontslag.
Toen de Franse Revolutie uitbrak sloot hij er zich bij aan. Hij trad toe tot de jakobijnen. In 1792 werd hij secretaris-generaal op het Ministerie van Binnenlandse Zaken.
Daarop behoorde hij tot de girondijnen, maar in 1793 werd hij, zoals alle voormalige edellieden, verbannen. Hij kon slechts terugkeren, midden 1794, na de val van Robespierre.
Van 2 oktober 1795 tot 13 februari 1796, onder het Directoire, was hij minister van Financiën. Vervolgens werd hij gevolmachtigd minister in Genua teneinde de inname door Frankrijk van deze welvarende stadstaat voor te bereiden. Genua stond weldra onder Franse voogdij. Faipoult organiseerde de opstand van Fransgezinde burgers binnen de stad.
Weldra legde het bestuur zich neer bij de bevelen van Bonaparte.
Vanaf die tijd was er een blijvende vriendschap tussen hem en Faipoult.
Faipoult vervulde vervolgens diplomatieke zendingen in Milaan, Rome en Napels. Om allerhande redenen werd hij echter tegen het einde van het Directoire vervolgd en moest hij onderduiken, tot aan de triomf van Bonaparte op 18 Brumaire.
Deze benoemde hem tot prefect van het uitgestrekte Vlaamse Scheldedepartement, dat hij met grote ijver bestuurde tot in 1809. Hij moest toen ontslag nemen, nadat hij betrokken was bij het frauduleus faillissement van een textielfabriek in Oudenaarde en hij anderzijds beschuldigd werd onvoldoende voorzorgen te hebben genomen tegen overstromingen.
Hij werd dan naar Madrid geroepen door Joseph Bonaparte, koning van Spanje, en werd zijn minister van Financiën. In 1813 kwam hij weer naar Parijs en Napoleon gelastte hem met een zending om in Italië de trouw te gaan onderzoeken van de machthebbers, meer bepaald van Murat. De val van de keizer maakte de zending nutteloos.
Hij bleef ambteloos tijdens de Restauratie, maar tijdens de 100 dagen werd hij benoemd tot prefect van het departement Saône-et-Loire. Nadat de Oostenrijkers Mâcon, de hoofdstad van dit departement, waren binnengevallen, moest hij het ambt aan een nieuwe prefect, benoemd door Lodewijk XVIII overlaten. Hij ging toen in Gent resideren, waar hij veel vrienden behouden had.
In 1816 kwam hij terug naar Parijs en het volgende jaar overleed hij in Augy bij Auxerre.
Faipoult was getrouwd met Germaine Duché, weduwe Grandjean-Delisle. Ze hadden alleen een aangenomen dochter.

## Publicatie
- Essai sur les finances, Parijs, An V.